# Handasyde H.2
El Handasyde H.2 fue un avión de pasajeros de seis asientos construido en el Reino Unido a principios de la década de 1920. Sólo un ejemplar fue completado.

## Diseño y desarrollo
La Handasyde Aircraft Company fue fundada en 1921 por George Handasyde en colaboración con el ex gerente de Martinsyde, Hamilton Fulton. Su primer producto fue el planeador Handasyde, que participó en la competición de Itford de 1922. Poco después, comenzaron el diseño y construcción de un avión de seis pasajeros, el Handasyde H.2.
Se trataba de un monoplano con su ala en voladizo de dos partes montada en la parte superior del fuselaje. El ala, en gran parte construida en madera, tenía una planta trapezoidal irregular, gruesa en el centro y adelgazada hacia afuera, con un cambio de perfil a intradós plano. Su construcción de cuatro largueros era inusual y estaba recubierto de abeto, también inusual en esa época. Los alerones se extendían hasta las puntas de las alas, aumentando su cuerda a medida que lo hacían.
El H.2 fue diseñado para ser propulsado por un motor V-12 Rolls-Royce Eagle IX de 270 kW (360 hp) refrigerado por agua montado en el morro, aunque el único prototipo completo tenía un Eagle VII de 260 kW (350 hp) debido a las limitaciones financieras de Handasyde. Su radiador de panal estaba montado debajo del capó, entre los soportes del tren de aterrizaje delantero. Detrás del motor, el fuselaje era de lados planos y elevado, con el piloto en una cabina abierta empotrada en el borde de ataque del ala. La cabina de pasajeros estaba detrás del piloto y debajo del ala, a la que se accedía por puertas delanteras a cada lado. Había tres asientos a cada lado, cada uno con una ventana; la cabina tenía un espacio delantero para equipaje y un aseo en la parte trasera. En caso de emergencia, los pasajeros podían escapar a través de una trampilla en el techo, en el borde de fuga del ala.
El H.2 terminado tenía un empenaje de cuerda ancha y bordes casi rectos con un timón equilibrado, poligonal y ligeramente puntiagudo, que llegaba hasta la quilla. Su plano de cola, que podía ajustarse en vuelo, estaba montado en la parte superior del fuselaje y llevaba elevadores separados; en planta la cola horizontal era trapezoidal.
Tenía un inusual tren de aterrizaje de cuatro ruedas, con dos ruedas principales debajo de las alas y otro par de menor diámetro debajo del morro. También disponía de un patín trasero para frenar en el aterrizaje, aunque, al menos cuando estaba descargado, descansaba con las cuatro ruedas en el suelo. Las ruedas principales se disponían en ejes acodados unidos a los larguerillos inferiores del fuselaje, que también montaban los montantes antirresistencia delanteros. Había patas amortiguadoras verticales en las alas. Las ruedas delanteras se disponían sobre un eje rígido montado en cada extremo de puntales en V unidos a los mismos larguerillos.
Larkin Aircraft Supply Company (LASCo) de Australia encargó tres H.2 para servir rutas desde Adelaida a Sídney y Brisbane. Debían ser construidos en la antigua fábrica Blériot en Addlestone por Air Navigation and Engineering Company (ANEC). La empresa Blériot & Spad había cambiado su nombre en enero de 1918 a The Navigation Company y luego a ANEC en agosto de 1919. El primero de los tres H.2 voló por primera vez desde Brooklands el 9 de diciembre de 1922, pilotado por Frank Courtney. Informó que sus controles eran ligeros y su manejo en general, bueno. Las pruebas continuaron hasta la primavera de 1923, cuando se hizo evidente que el H.2 padecía de problemas que bloquearían su certificado de aeronavegabilidad (CofA). El desarrollo se detuvo con solo el prototipo completado y la empresa Handasyde entró en liquidación a principios de 1924.
La estructura de la cabina, el tren de aterrizaje y los soportes del motor Eagle VIII del H.2 se incorporaron al ANEC III de 1926. Se trataba de un biplano y era aproximadamente un 30 % más largo, aunque seguía siendo un seis plazas; LASCo utilizó tres ejemplares en Australia.

## Especificaciones
Referencia datos: Les Ailes, June 1923

### Características generales
- Tripulación: Uno (piloto)
- Capacidad: Seis pasajeros
- Longitud: 10,6 m (34,9 ft)
- Envergadura: 15,8 m (51,8 ft)
- Superficie alar: 42 m² (452,1 ft²)
- Peso cargado: 2268 kg (4998,7 lb) (según diseño)[4]
- Peso útil: 540-680 kg[4]
- Planta motriz: 1× motor lineal V12 refrigerado por agua Rolls-Royce Eagle IX.
  - Potencia: 270 kW (372 HP; 367 CV)
- Hélices: Bipala de paso fijo

### Rendimiento
- Velocidad máxima operativa (Vno): 185 km/h (115 MPH; 100 kt) (mínima estimada)[4]
- Tiempo a altitud: